# 尖叶川杨桐
尖叶川杨桐（学名：Adinandra bockiana var. acutifolia）为山茶科杨桐属下的一个变种。

## 扩展阅读
- 維基物種上的相關：尖叶川杨桐